# Jacky au royaume des filles
Jacky au royaume des filles es una película francesa del 2014 dirigida por Riad Sattouf y protagonizada por Vincent Lacoste, Charlotte Gainsbourg y Didier Bourdon.

## Elenco
- Vincent Lacoste como Jacky.
- Charlotte Gainsbourg
- Didier Bourdon como Brunu.
- Anémone
- Valérie Bonneton
- Michel Hazanavicius como Julin.
- Noémie Lvovsky como Tata.
- Laure Marsac
- Riad Sattouf como Mit Kronk.
- Valeria Golino como Bradi Vune.
- Emmanuelle Devos